# Epicerura tanda
Epicerura tanda är en fjärilsart som beskrevs av George Thomas Bethune-Baker 1911. Epicerura tanda ingår i släktet Epicerura och familjen tandspinnare. Inga underarter finns listade i Catalogue of Life.